# IZArc
IZArc is een archiverings- en compressieprogramma voor Windows, dat door de Bulgaarse programmeur Ivan Zahariev is ontwikkeld. Het programma is freeware en het is niet-vrije software. IZArc kan naast de veelgebruikte bestandsformaten zoals ZIP, RAR, gzip, bzip2 en 7z overweg met minder gebruikte bestandsformaten. IZArc kan in totaal 48 verschillende bestandsformaten openen.
Het is mogelijk om met IZArc bestanden te converteren naar een ander bestandsformaat, waaronder images van cd's, maar ook de conversie tussen SFX- en standaardarchieven.
IZArc heeft sinds versie 4 Unicode-ondersteuning.